# خورخه پروگوریا
خورخه پروگوریا (انگلیسی: Jorge Perugorría؛ زادهٔ ۱۳ اوت ۱۹۶۵) یک کارگردان و هنرپیشه اهل کوبا است.

## فیلم شناسی
| نام فیلم        | سال  |
| --------------- | ---- |
| آشفتگی          | ۲۰۰۰ |
| تیرا دل فوئگو   | ۲۰۰۰ |
| گل رز از فرانسه | ۲۰۰۶ |
| چه              | ۲۰۰۸ |